# 斯沃斯莫爾學院
斯沃斯莫爾學院（英語：Swarthmore College）是一所私立的美國文理學院。斯沃斯莫爾學院坐落於賓夕法尼亞州費城西部約11英里的斯沃斯莫爾小鎮里。學校擁有註冊學生約1,500名。
成立於1864年，是三校聯盟的成員之一。

## 歷史

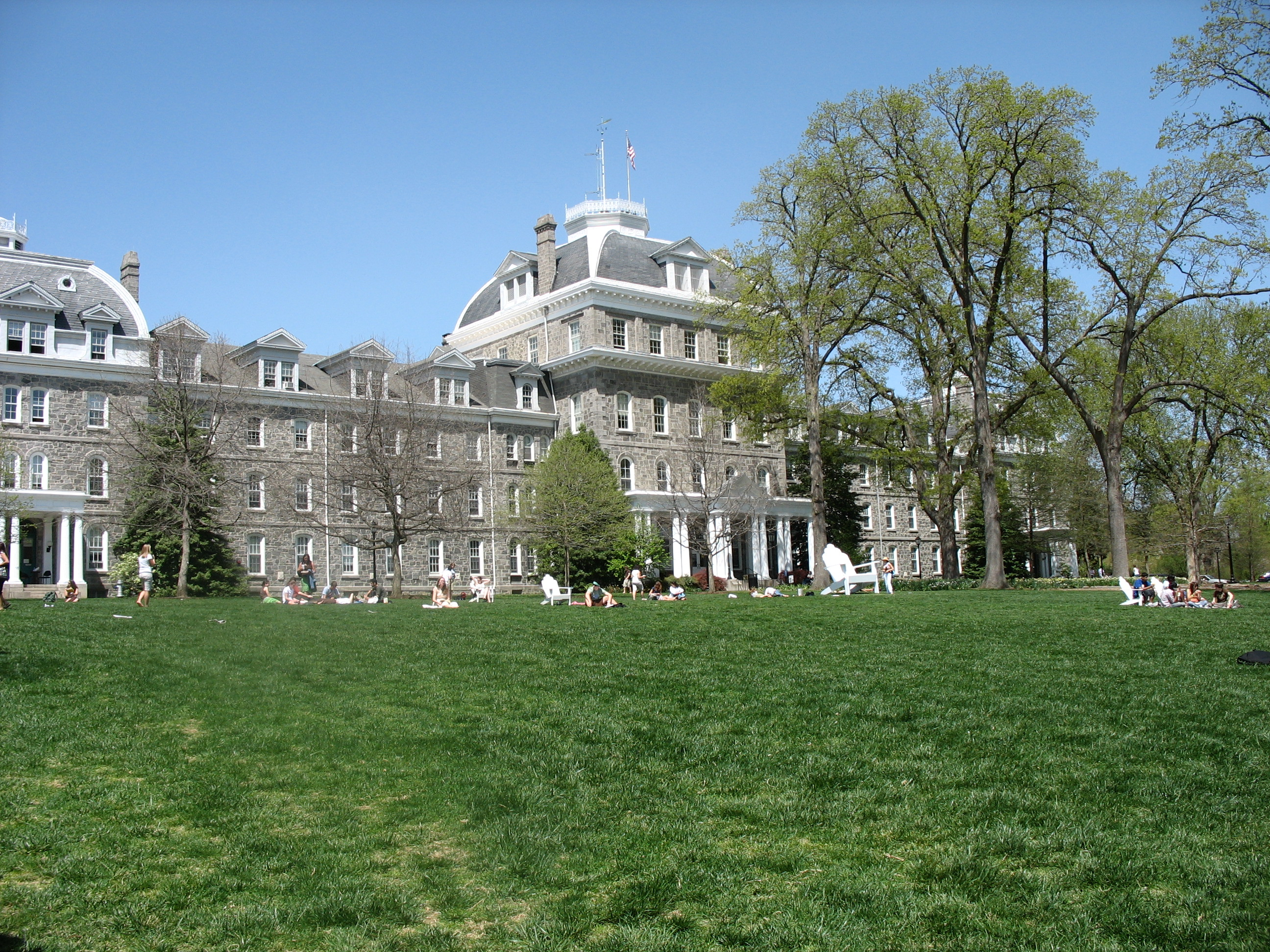
Parrish Hall是该学院的主楼，其名来自学院的第一位院长爱德华·帕里什（Edward Parrish，1822–1872）

斯沃斯莫爾學院由来自费城、纽约和巴尔的摩的貴格會信徒于1864年建立，1869年正式开课。卢克雷齐娅·莫特就是创始人之一，她和其他一些信徒的努力使得这所学院得以男女共学。
1960年代和70年代，学院开始扩建。1969年黑人学生举行大规模示威游行，要求增加黑人学生数量，1970年黑人文化中心（Black Cultural Center）建立。

## 学术
该学院是小常春藤之一，在全美的文理学院当中排名靠前。

## 校友
- 麥可·杜卡基斯：美国政治家，1983年-1991年间担任马萨诸塞州州长。
- 珊德拉·法贝尔：天文学家。
- 安德烈·冈德·弗兰克：社会学家与经济史学家，先后主张过依附理论和世界体系理论。
- 大卫·凯洛格·刘易斯：哲学家，原普林斯顿大学哲学教授。
- 艾麗斯·保羅：美国女权运动领袖。

## 外部連結
- 官方网站

39°54′18″N 75°21′14″W / 39.905065°N 75.354005°W